# Croix de Saint-Front
La croix de Saint-Front est une croix monumentale située à Saint-Front, en France.

## Généralités
La croix est sur la place de l'église. Elle est sur le territoire de la commune de Saint-Front, dans le département de la Haute-Loire, en région Auvergne-Rhône-Alpes, en France.

## Historique
La croix est datée de la deuxième moitié du XVIe siècle,.
La croix est classée au titre des monuments historiques par arrêté du 17 février 1906.

## Description

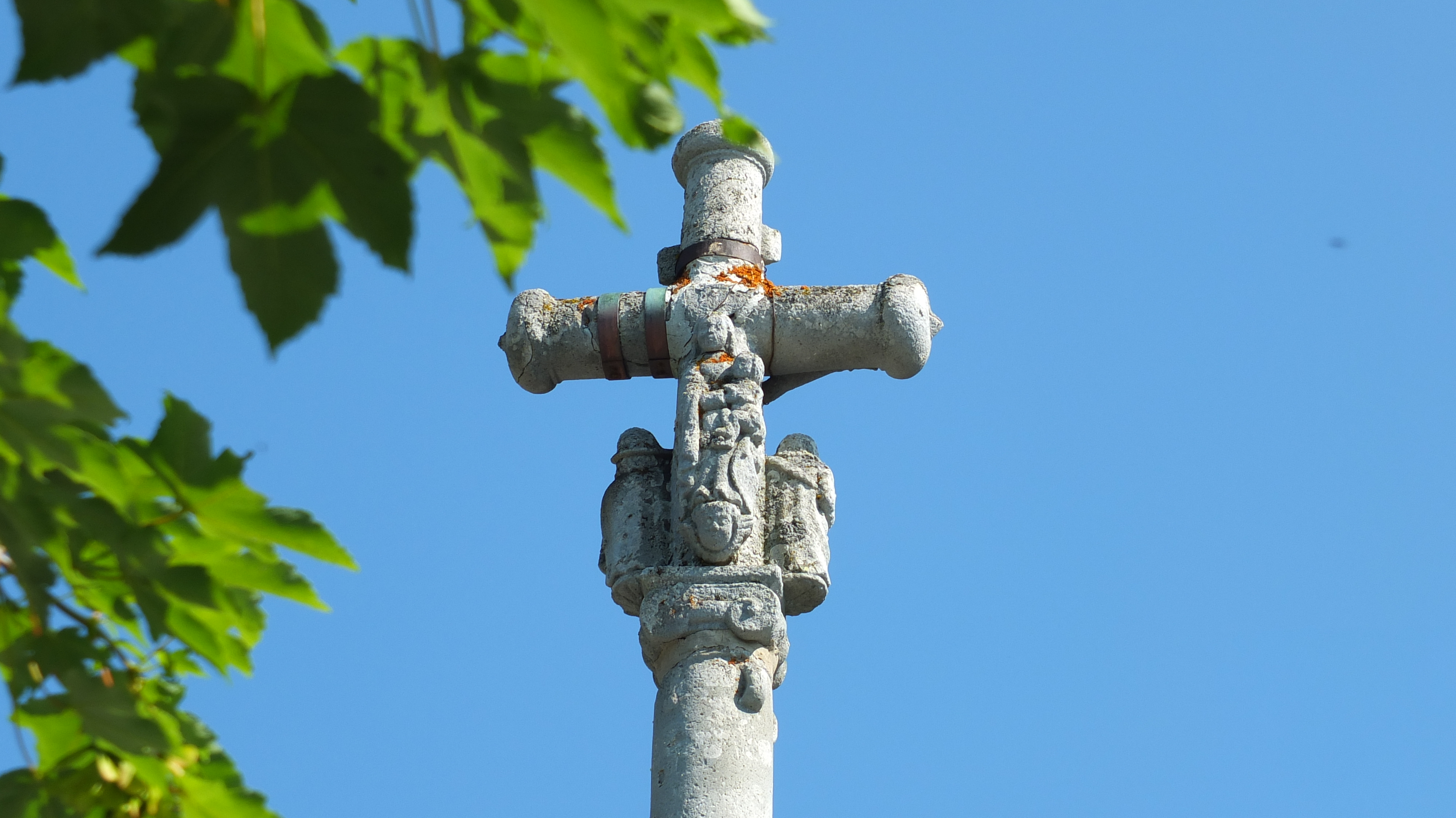
Détail de la croix

Construite en trachyte gris-bleu, la croix repose sur un socle carré comprenant deux marches sur lequel repose une pierre formant la table de support. Le fut présente deux formes distinctes : une section carrée à sa base dont chaque face un personnage ou d'une scène (l'arbre du bien et du mal, une Vierge, Saint Jean) ainsi qu'une dédicace « PAULE ME FECIT » désignant vraisemblablement le donateur ayant payé pour la croix. Surmontant cela,  le fut épouse une section ronde en hauteur. Le croisillon de la croix, de section ronde, porte à sa base la double volute ionique.
Au niveau iconographique, la croix représente un Christ couronné d'épines d'un côté, et une Vierge à l'enfant de l'autre côté.